# Psalydolytta fuscicornis
Psalydolytta fuscicornis là một loài bọ cánh cứng trong họ Meloidae. Loài này được Klug miêu tả khoa học năm 1835.